# New London, Connecticut
New London este un oraș cu  26.174  loc. (în 2005), situat în comitatul omonim, New London, din statul Connecticut, SUA. Aici se află sediul administrativ al comitatului New London. Orașul se află amplasat pe cursul lui Thames River, New London fiind și sediul concernului farmacologic Pfizer, care a devenit renumit prin producerea produsului Viagra.

## Orașe din apropiere
- Groton întemeiat în 1705
- Montville întemeiat în 1786
- Waterford  întemeiat în 1801

## Dinamica evoluției populației
| - 1756 - 3.171 - 1774 - 5.888 - 1782 - 5.688 - 1800 - 5.150 - 1810 - 3.238 - 1820 - 3.330 - 1830 - 4.356 - 1840 - 5.519 - 1850 - 8.991 | - 1860 - 10.115 - 1870 - 9.576 - 1880 - 10.537 - 1890 - 13.757 - 1900 - 17.548 - 1910 - 19.659 - 1920 - 25.688 - 1930 - 29.640 | - 1940 - 30.456 - 1950 - 30.551 - 1960 - 34.182 - 1970 - 31.630 - 1980 - 28.842 - 1990 - 28.540 - 2000 - 25.671 - 2002 - 26.068 |

## Instituții de învățământ superior
- Connecticut College,
- Mitchell College
- United States Coast Guard Academy, care este o academie militară

## Personalități marcante
- Frank Bosworth Brandegee, politician
- Amy Brenneman, actriță
- John Butler, colonist britanic
- Cassie, R&B-cântăreț
- Zygmund Przemyslaw Rondomanski, compozitor
- James Marshall, artist